# ناحیه آرکادیا (شهرستان مانیسته، میشیگان)
ناحیه آرکادیا (به انگلیسی: Arcadia Township) یک منطقهٔ مسکونی در ایالات متحده آمریکا است که در شهرستان منیستی، میشیگان واقع شده‌است.
 ناحیه آرکادیا ۴۹٫۱ کیلومتر مربع مساحت و ۶۲۱ نفر جمعیت دارد و ۲۱۹ متر بالاتر از سطح دریا واقع شده‌است.